# Antillattus placidus
Antillattus placidus är en spindelart som beskrevs av Bryant 1943. Antillattus placidus ingår i släktet Antillattus och familjen hoppspindlar. Inga underarter finns listade i Catalogue of Life.